# Mramor, kamen i željezo
Mramor, kamen i željezo dvostruki je uživo album sarajevskog rock sastava Bijelo dugme, snimljen tijekom turneje 1986.g., a izlazi početkom listopada 1987.g.
Naslovna skladbe je obrada stroga hita s popisa diskografije zagrebačkog sastava "Roboti". Na albumu se nalazi šesnaest skladbi koje obuhvaćaju glazbeni životopis sastava, od prvih singlova do zadnjeg studijskog albuma. Skladba "A milicija trenira strogoću", počinje verzijom "Internacionale", dok u uvodnim taktovima "Svi marš na ples", Alen Islamović uzvikuje "Bratstvo!Jedinstvo!". Razlog tome je bio zato što je planirano da skladbu pjeva na svim jezicima naroda i narodnosti u bivšoj Jugoslaviji.
Nakon turneje sastav napušta Vlado Pravdić i posvećuje se poslu s računalima, iako se s Dugmetom pojavljuje još na većim koncertima.

## Popis pjesama
1. "Mramor, kamen i željezo" (Bregović)
2. "A milicija trenira strogoću" (Duško Trifunović/Bregović)
3. "Svi marš na ples" (Bregović)
4. "Na zadnjem sjedištu moga auta" (Bregović)
5. "Top" (Bregović)
6. "Sve će to mila moja prekriti ruzmarin, snjegovi i šaš" (Bregović)
7. "Ako možeš, zaboravi" (Bregović)
8. "Selma" (Vlado Dijak/Bregović)
9. "Tako ti je mala moja, kad ljubi Bosanac" (Bregović)
10. "Ne spavaj mala moja, muzika dok svira" (Bregović)
11. "Meni se ne spava" (Bregović)
12. "Odlazim" (Bregović)
13. "Lipe cvatu, sve je isto k'o i lani" (Bregović)
14. "Pristao sam biću sve što hoće" (Trifunović/Bregović)
15. "Lažeš" (Bregović)
16. "Sanjao sam noćas da te nemam" (Bregović)

## Izvođači
- Alen Islamović - vokal
- Goran Bregović - gitara
- Zoran Redžić - bas-gitara
- Goran "Ipe" Ivandić - bubnjevi
- Vlado Pravdić - klavijature
- Laza Ristovski - klavijature

### Produkcija
- Producent - Goran Bregović, Zoran Redžić
- Izvršni producent - Radomir Marić Raka
- Projekcija - Božidar Lukić Cigo , Braco Radović
- Projekcija (studio) - Rajko Bartula-Doktor
- Fotografija - "Trio", Goranka Matić, Ivo Pukanić, Kemal Hadžić

## Vanjske poveznice
- Stranice Bijelog dugmeta  Arhivirana inačica izvorne stranice od 20. siječnja 2020. (Wayback Machine)